# Madame Koi Koi
Madame Koi Koi – duch nauczycielki z legendy miejskiej, rozpowszechnionej w Nigerii, Ghanie, Tanzanii i Południowej Afryce. Miała straszyć w szkołach z internatem, przechadzając się w nocy po korytarzach dormitoriów. Można ją było poznać po czerwonych butach na obcasie, które nosiła za życia. Nazwa "Koi Koi" miała się odnosić do dźwięku wydawanego przez owe obcasy, podczas chodzenia.
Postać pojawia się w książce dla dzieci Feyi Fay and the Case of the Mysterious Madam Koi Koi autorstwa Simisayo Brownstone.